# العلاقات السودانية الليسوتوية
العلاقات السودانية الليسوتوية هي العلاقات الثنائية التي تجمع بين السودان وليسوتو.

## مقارنة بين البلدين
هذه مقارنة عامة ومرجعية للدولتين:
| وجه المقارنة                                              | السودان                     | ليسوتو                      |
| --------------------------------------------------------- | --------------------------- | --------------------------- |
| المساحة (كم2)                                             | 1.89 مليون                  | 32.96 ألف                   |
| عدد السكان (نسمة)                                         | 40.53 مليون                 | 2.23 مليون                  |
| الكثافة السكانية (ن./كم²)                                 | 21.44                       | 67.66                       |
| العاصمة                                                   | الخرطوم                     | ماسيرو                      |
| اللغة الرسمية                                             | اللغة العربية، لغة إنجليزية | لغة إنجليزية، اللغة السوتية |
| العملة                                                    | جنيه سوداني                 | لوتي ليسوتو                 |
| الناتج المحلي الإجمالي (بليون دولار)                      | 117.49 مليار                | 2.64 مليار                  |
| الناتج المحلي الإجمالي (تعادل القوة الشرائية) بليون دولار | 176.55 مليار                | 6.30 مليار                  |
| الناتج المحلي الإجمالي الاسمي للفرد دولار أمريكي          | 2.41 ألف                    | 1.07 ألف                    |
| الناتج المحلي الإجمالي للفرد دولار أمريكي                 | 4.07 ألف                    | 2.64 ألف                    |
| مؤشر التنمية البشرية                                      | 0.479                       | 0.497                       |
| رمز المكالمات الدولي                                      | +249                        | +266                        |
| رمز الإنترنت                                              | سودان                       | .ls                         |
| المنطقة الزمنية                                           | ت ع م+03:00، ت ع م+02:00    | ت ع م+02:00                 |

## منظمات دولية مشتركة
يشترك البلدان في عضوية مجموعة من المنظمات الدولية، منها:
| علم المنظمة | اسم المنظمة                                 | تاريخ انضمام السودان | تاريخ انضمام ليسوتو |
| ----------- | ------------------------------------------- | -------------------- | ------------------- |
|             | الاتحاد البريدي العالمي                     | ?                    | ?                   |
|             | يونسكو                                      | 26 نوفمبر 1956       | 29 سبتمبر 1967      |
|             | البنك الدولي للإنشاء والتعمير               | 5 سبتمبر 1957        | 25 يوليو 1968       |
|             | وكالة ضمان الاستثمار متعدد الأطراف          | 7 نوفمبر 1991        | 12 أبريل 1988       |
|             | البنك الإفريقي للتنمية                      | ?                    | ?                   |
|             | الاتحاد الدولي للاتصالات                    | 23 أكتوبر 1957       | 26 مايو 1967        |
|             | منظمة الشرطة الجنائية الدولية               | ?                    | ?                   |
|             | مؤسسة التمويل الدولية                       | 21 أكتوبر 1960       | 29 سبتمبر 1972      |
|             | الأمم المتحدة                               | 12 نوفمبر 1956       | 17 أكتوبر 1966      |
|             | الاتحاد الأفريقي                            | ?                    | ?                   |
|             | مجموعة دول أفريقيا والكاريبي والمحيط الهادئ | ?                    | ?                   |
|             | مؤسسة التنمية الدولية                       | 24 سبتمبر 1960       | 19 سبتمبر 1968      |
|             | منظمة حظر الأسلحة الكيميائية                | ?                    | ?                   |
|             | المركز الدولي لتسوية المنازعات الاستشارية   | 9 مايو 1973          | 7 أغسطس 1969        |

## وصلات خارجية
- موقع وزارة الخارجية السودانية
- موقع وزارة الخارجية الليسوتوية